# Jean-Laurent Martinet
Jean-Laurent Martinet (pron. fr. AFI: [ʒɑ̃ lɔʁɑ̃ maʁtinɛ]), italianizzato in Giovanni Lorenzo Martinet, (La Thuile, 1799 – Saint-Rhémy-en-Bosses, 1858) è stato un politico italiano, originario della Valle d'Aosta, deputato del Regno di Sardegna.

## Biografia
Figlio di una famiglia di tradizione liberale e nipote dell'omonimo sottoprefetto del Dipartimento della Dora durante il periodo napoleonico, fu una figura importante nella politica regionale del XIX secolo. Per questo motivo dovette rifugiarsi in Svizzera per sfuggire alle révolutions des socques, i moti regionali controrivoluzionari, del 1821.
Rientrato, militò nel movimento laico regionale negli anni in cui si diffondevano le idee indipendentiste italiane. Fu eletto al Parlamento subalpino nella circoscrizione Aosta-Morgex nel 1848, e vi rappresentò la Valle d'Aosta per nove anni, dal 1848 al 1857, perseguendo una politica di riforma democratica attraverso misure quali l'obbligo scolastico elementare, la salvaguardia del particolarismo valdostano e della lingua francese in particolare in ambito legislativo.
Abbandonò il progetto della costruzione del tunnel del Monte Bianco per difficoltà di attuazione, appoggiò quello concernente la costruzione della linea ferroviaria Aosta-Chivasso.
Insieme a Félix Orsières, denunciò su giornali locali, quali La Feuille d'annonces d'Aoste e Le Constitutionnel valdôtain, le carenze in ambito sanitario e dell'istruzione pubblica nel capoluogo regionale, in favore della costruzione di un asilo, di biblioteche e di musei.

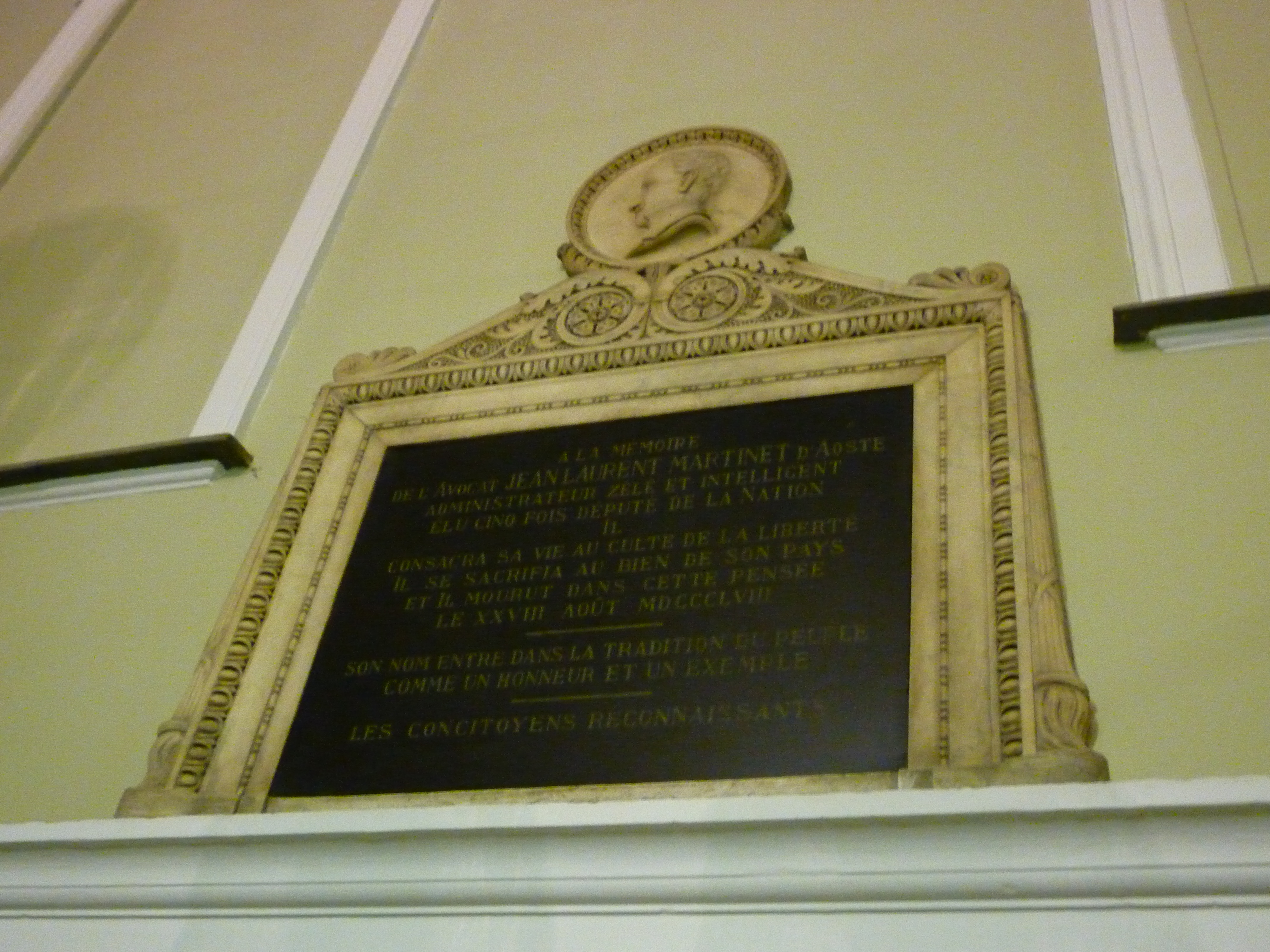
Targa in memoria di Jean-Laurent Martinet all'Hôtel de ville di Aosta.

Denunciò la responsabilità degli esponenti del clero locale nel fomentare la terza révolution des socques.
Muore inaspettatamente a 58 anni nei pressi di Saint-Rhémy-en-Bosses durante un'escursione al Colle del Gran San Bernardo.
Una targa commemorativa all'Hôtel de ville di Aosta e la via che collega viale Ginevra a piazza Pierre-Léonard Roncas a Aosta gli sono state dedicate.